# Яланькуль
Яланькуль (Яланкуль, устар. Ялань-Куль; баш. Яланкүл) — правобережная старица реки Белая в Бирском районе Республики Башкортостан.

## Происхождение названия
Лимноним происходит от башкирских слов ялан — «степь, поле» и күл — «озеро».

## Общая характеристика
Расположено южнее села Угузево и к северо-западу от села Калинники.
Площадь озера − 1,64 км², длина — 6,5 км, средняя глубина — 2,4 м.
Озеро эвтрофное, образовано в породах квартера (глина, пески), имеет вытянутую котловину, питание атмосферными осадками.
Возле Яланькуля находятся озера Старица, Кадровое, Светлое, Емелино, Исень, Дикое и др. С юго-западной оконечности Яланькуля вытекает ручей Исток, который соединяет его и соседние озера (Дикое, Кадровое и Старицу) с Белой.
Ландшафты — луга, леса, кустарниками на заболоченных тёмно-серых лесных, аллювиальных почвах.
На озере обитают такие птицы, как: коростель, крачка малая, кряква, чайки, чирки и другие.